# Chionaema adelina
Chionaema adelina là một loài bướm đêm thuộc phân họ Arctiinae, họ Erebidae.